# Georg Rudolf Weckherlin
Georg Rudolf Weckherlin, född den 15 september 1584 i Stuttgart, död den 13 februari 1653 i London, var en tysk skald. 
Weckherlin var hovpoet hos hertigen av Württemberg, men flyttade 1607 till Frankrike och 1620 till England som sekreterare vid därvarande tyska kansli samt betroddes av Jakob I och Karl I med viktiga diplomatiska uppdrag hos olika hov. Weckherlin var en av de tidigaste vägröjarna för renässanspoesin i Tyskland. Till följd av flitigt studium och därav följande starka intryck av den franska och engelska renässansdiktningen kände han sig kallad att lyfta den tyska poesin ur dess förfall. Han ville, i likhet med de utländska mönstren, göra den till en av de högt bildades och förnämas konstdikt, med undflyende av den grövre, folkliga formen och andan hos 1500-talets inhemska dikt. Weckherlin införde odet, eklogen och epigrammet samt utbildade sonetten. 
Hans episka försök Des grossen Gustav Adolfs Ebenbild väckte stort bifall, och han tog livligt del i sitt hemlands strider och svårigheter, inte minst i den protestantiska sakens försvar. Förelöpare i mycket till reformatorn Opitz, stod han likväl främmande för dennes nya metriska grundsatser och blev snart av Opitz och hans skola behandlad som en av de föråldrade, en av den gamla tidens män. Han utgav Oden und Gesänge (1618 och 1619), Gaistliche und weltliche Gedichte (2 band, 1641 och 1648). Weckherlins valda dikter jämte biografi utgavs 1873 (och 1890) av Karl Goedeke, Sämtliche Gedichte utkom (med biografi av Hermann Fischer) i 3 band 1894–1895 och 1907, Briefe  (Brev) publicerades i "Studien zu Literaturgeschichte für Michael Bernays" 1893.